# Chapelle de Planchouet
La chapelle de Planchouet, dédiée au Sacré-Cœur, est un lieu de culte catholique romain situé dans la localité éponyme, sur le territoire de la commune valaisanne de Nendaz, en Suisse. Elle se dresse sur la rive droite de la Printze.

## Histoire
En été, les habitants de Nendaz se rendant à leurs mayens trouvent fastidieux de redescendre au village pour assister à la messe chaque dimanche. L'idée leur vient alors de construire des chapelles dans les hameaux où se trouvent les mayens. C'est ainsi qu'elles sont édifiées aux Rairettes, à Bleusy et à Planchouet.
L’idée de construire une chapelle à Planchouet est suggérée en 1930 par l’abbé Joseph Fournier (1895-1979). Les travaux commencent en mai de cette année-là, réalisés bénévolement par les habitants des villages de la rive droite de la Printze (Baar, Brignon et Beuson) lors de leurs jours de congé. Les mélèzes, abondants dans la région, sont abattus et façonnés dans les anciennes scieries de Beuson. La chapelle est bénie le 9 août 1931 par le doyen Jérôme Bourban, curé de Leytron, et est desservie par l’abbé Joseph Fournier. La construction a coûté 7 045 francs suisses.

## Architecture
La chapelle est entièrement construite en bois de mélèze, tant à l'extérieur qu'à l'intérieur. À l'intérieur, on y trouve des statues de la Vierge Marie, de Saint Antoine, de Saint Maurice et de Saint Nicolas.